# أدولف جوردن
أدولف جوردن (بالفرنسية: Adolphe Jordan)‏ هو سياسي سويسري، ولد في 11 يوليو 1845 في سويسرا، وتوفي في 27 مايو 1900. حزبياً، نشط في الحزب الديمقراطي الحر (سويسرا). وقد انتخب عضو المجلس الوطني السويسري وانتخب عضو مجلس الولايات السويسري.